# Ángel Alonso Ríos
Pour les articles homonymes, voir Alonso.
Ángel Alonso Ríos, né le 11 mai 1970, est un taekwondoïste espagnol.

## Carrière
Il est médaillé de bronze dans la catégorie des moins de 58 kg aux Championnats d'Europe 1990 à Aarhus ainsi qu'aux Championnats d'Europe 1992 à Valence et remporte la médaille d'or aux Championnats du monde 1991 à Athènes.